# Meus 15 Anos: O Filme
Meus 15 Anos: O Filme é um filme inspirado no livro Meus 15 Anos, da autora Luiza Trigo. O filme foi lançado em 15 de junho de 2017. Desde 12 de outubro de 2017 o filme está disponível no catálogo da Netflix. O filme leveu 730 mil espectadores aos cinemas.

## Sinopse
Bia é uma garota tímida e desajeitada que é praticamente invisível aos olhos dos outros e não tem amigos, exceto Bruno, que a ama em segredo e a incentiva a desenvolver seus dons musicais. Ela é apaixonada por Thiago, o garoto mais popular do colégio e namorado de Jéssica, sua ex-melhor amiga de infância. As duas foram se afastando sucessivamente a cada ano, uma vez que Jéssica se tornou popular e vaidosa, se tornando amiga das fúteis Rita e Diana, e agora só procura Bia quando precisa de algo, embora se envergonhe de conversar com ela publicamente.
Tudo muda quando seu pai, Edu, a inscreve no concurso realizado pela maior promotora de eventos do país, Katia Boaventura, a qual contemplaria uma garota com uma festa de 15 anos com todos os requintes e um show de Anitta, desejo entre todas as garotas do colégio. Bia acaba ganhando e, instantaneamente, se torna uma garota popular, uma vez que todos querem ser convidados para a tal festa, gerando o ódio de Jéssica, que queria ter vencido. É então que Thiago aposta com seus amigos, Heitor e Fábio, que seduzirá Bia para garantir o convite para eles, embora ele nem imagine que toda a conversa foi filmada e pode estragar não só seus planos, como todos os sonhos de "príncipe encantado" da garota.

## Elenco
| Ator            | Personagem             |
| --------------- | ---------------------- |
| Larissa Manoela | Beatriz de Souza (Bia) |
| Clara Caldas    | Jéssica de Carvalho    |
| Rafael Infante  | Eduardo Marinho (Edu)  |
| Pyong Lee       | Fábio                  |
| Heslaine Vieira | Diana                  |
| Polly Marinho   | Kátia Boaventura       |
| Vinicius Henuns | Gael                   |
| Victor Meyniel  | Joseph Charles         |
| Anitta          | Ela mesma              |
| Lorena Queiroz  | Bia (criança)          |
| Samia Abreu     | Mãe da Bia             |